# 1. Tennis-Bundesliga (Herren) 2024
Die Tennis-Bundesliga der Herren wurde 2024 zum 52. Mal ausgetragen. Die Liga bestand aus 10 Mannschaften.
Die Liga bestand aus zehn Mannschaften, von denen der TC Bredeney das erste Mal als Titelverteidiger die Saison begann. Als Aufsteiger gingen TK Blau-Weiss Aachen und der TC Augsburg in die Saison. Neuer Meister wurde das erste Mal der TC Großhesselohe.

## Spieltage und Mannschaften
| Spieltage                         |
| --------------------------------- |
| 1. Spieltag: So. 07.07.2024 11:00 |
| 2. Spieltag: Fr. 12.07.2024 13:00 |
| 3. Spieltag: So. 14.07.2024 11:00 |
| 4. Spieltag: So. 21.07.2024 11:00 |
| 5. Spieltag: So. 28.07.2024 11:00 |
| 6. Spieltag: Fr. 02.08.2024 13:00 |
| 7. Spieltag: So. 04.08.2024 11:00 |
| 8. Spieltag: Fr. 09.08.2024 13:00 |
| 9. Spieltag: So. 11.08.2024 11:00 |

| Mannschaften                |
| --------------------------- |
| TC Großhesselohe            |
| TC Bredeney                 |
| Team Marc O’Polo Rosenheim  |
| TK Grün-Weiss Mannheim      |
| Badwerk Gladbacher HTC      |
| Tennispark Bärchen Versmold |
| Kurhaus Lambertz Aachen     |
| Frankfurter TC Palmengarten |
| TK Blau-Weiss Aachen (N)    |
| TC Augsburg (N)             |

## Mannschaftskader
| Pos. | Name                    |
| ---- | ----------------------- |
| 1    | Jiří Lehečka            |
| 2    | Francisco Cerúndolo     |
| 3    | Luciano Darderi         |
| 4    | Roberto Carballés Baena |
| 5    | Daniel Altmaier         |
| 6    | Daniel Elahi Galán      |
| 7    | Jozef Kovalík           |
| 8    | Lukáš Klein             |
| 9    | Duje Ajduković          |
| 10   | Zsombor Piros           |
| 11   | Pablo Llamas Ruiz       |
| 12   | Dennis Novak            |
| 13   | Lukas Neumayer          |
| 14   | Kamil Majchrzak         |
| 15   | Jan Zieliński           |
| 16   | Marcelo Arévalo         |
| 17   | Philipp Oswald          |
| 18   | Constantin Frantzen     |

| Pos. | Name                  |
| ---- | --------------------- |
| 1    | Jan-Lennard Struff    |
| 2    | Maximilian Marterer   |
| 3    | Yannick Hanfmann      |
| 4    | Juan Pablo Varillas   |
| 5    | Henri Squire          |
| 6    | Rudolf Molleker       |
| 7    | Oscar Otte            |
| 8    | Peter Gojowczyk       |
| 9    | Mats Moraing          |
| 10   | Philipp Kohlschreiber |
| 11   | Tobias Kamke          |
| 12   | Yannick Maden         |
| 13   | Tim Pütz              |
| 14   | Alexander Erler       |
| 15   | Lucas Miedler         |
| 16   | Adrian Oetzbach       |
| 17   | Tom Gentzsch          |
| 18   | Hendrik Jebens        |

| Pos. | Name                    |
| ---- | ----------------------- |
| 1    | Flavio Cobolli          |
| 2    | Federico Coria          |
| 3    | Valentin Vacherot       |
| 4    | Vít Kopřiva             |
| 5    | Francesco Passaro       |
| 6    | Román Andrés Burruchaga |
| 7    | Benjamin Hassan         |
| 8    | Quentin Halys           |
| 9    | Francesco Maestrelli    |
| 10   | Dino Prižmić            |
| 11   | Timofey Skatov          |
| 12   | João Sousa              |
| 13   | Gianluca Mager          |
| 14   | Carlos Taberner         |
| 15   | Skander Mansouri        |
| 16   | Romain Edgar Arneodo    |
| 17   | Hugo Nys                |
| 18   | Nils Langer             |

| Pos. | Name                   |
| ---- | ---------------------- |
| 1    | Sebastian Ofner        |
| 2    | Arthur Rinderknech     |
| 3    | Thiago Monteiro        |
| 4    | Alexandre Müller       |
| 5    | Francisco Comesaña     |
| 6    | Thiago Agustin Tirante |
| 7    | Felipe Meligeni Alves  |
| 8    | Ugo Blanchet           |
| 9    | Manuel Guinard         |
| 10   | Lorenzo Giustino       |
| 11   | Gastão Elias           |
| 12   | Máté Valkusz           |
| 13   | Nikoloz Basilashvili   |
| 14   | Petr Nouza             |
| 15   | Lukas Jastraunig       |
| 16   | Roman Jebavý           |
| 17   | Tom Bremer             |
| 18   | Elias Wölflick         |

| Pos. | Name                      |
| ---- | ------------------------- |
| 1    | Pedro Martínez            |
| 2    | Dominik Köpfer            |
| 3    | Dominic Thiem             |
| 4    | Radu Albot                |
| 5    | Andrea Pellegrino         |
| 6    | Bernabe Zapata Miralles   |
| 7    | Daniel Rincón             |
| 8    | Andrea Collarini          |
| 9    | Nikolás Sánchez Izquierdo |
| 10   | Jérôme Kym                |
| 11   | Carlos Lopez Montagud     |
| 12   | Federico Delbonis         |
| 13   | Max Rehberg               |
| 14   | Daniel Cukierman          |
| 15   | Gerald Melzer             |
| 16   | Kevin Krawietz            |
| 17   | Philip Florig             |
| 18   | Tom Siebold               |

| Pos. | Name                          |
| ---- | ----------------------------- |
| 1    | Zizou Bergs                   |
| 2    | Jesper de Jong                |
| 3    | Tim van Rijthoven             |
| 4    | Joris de Loore                |
| 5    | Santiago Fa Rodriguez Taverna |
| 6    | Gauthier Onclin               |
| 7    | Alexander Blockx              |
| 8    | Michaël Geerts                |
| 9    | Viktor Durasovic              |
| 10   | Gilles Arnaud Bailly          |
| 11   | Thiemo de Bakker              |
| 12   | Yannik Reuter                 |
| 13   | Yannick Mertens               |
| 14   | Bart Stevens                  |
| 15   | Niels Desein                  |
| 16   | Sander Gille                  |
| 17   | Niklas Patri                  |

| Pos. | Name                         |
| ---- | ---------------------------- |
| 1    | Sebastián Báez               |
| 2    | Tallon Griekspoor            |
| 3    | Tomás Martín Etcheverry      |
| 4    | Fábián Marozsán              |
| 5    | Jaume Munar                  |
| 6    | Jakub Menšík                 |
| 7    | Botic van de Zandschulp      |
| 8    | Albert Ramos Viñolas         |
| 9    | Dalibor Svrčina              |
| 10   | Zdeněk Kolář                 |
| 11   | Jay Clarke                   |
| 12   | Matheus Pucinelli de Almeida |
| 13   | Andrej Martin                |
| 14   | Robin Haase                  |
| 15   | Alexander Nedowessow         |
| 16   | Max Stenzer                  |
| 17   | Tim Sandkaulen               |
| 18   | Finn Hopfe                   |

| Pos. | Name                    |
| ---- | ----------------------- |
| 1    | Ugo Humbert             |
| 2    | Mariano Navone          |
| 3    | Nuno Borges             |
| 4    | Thiago Seyboth Wild     |
| 5    | Cristian Garín          |
| 6    | Facundo Bagnis          |
| 7    | Otto Virtanen           |
| 8    | Vitaliy Sachko          |
| 9    | Alex Molčan             |
| 10   | Dimitar Kuzmanov        |
| 11   | Genaro Alberto Olivieri |
| 12   | Alexander Weis          |
| 13   | Guy den Ouden           |
| 14   | Louis Weßels            |
| 15   | Marvin Netuschil        |
| 16   | Jean-Julien Rojer       |
| 17   | Lloyd Glasspool         |
| 18   | David Pichler           |

| Pos. | Name                       |
| ---- | -------------------------- |
| 1    | Márton Fucsovics           |
| 2    | Damir Džumhur              |
| 3    | Pedro Cachín               |
| 4    | Camilo Ugo Carabelli       |
| 5    | Tomás Marcelo Barrios Vera |
| 6    | Hugo Dellien               |
| 7    | Calvin Hemery              |
| 8    | Murkel Alejandro Dellien   |
| 9    | Juan Pablo Ficovich        |
| 10   | Facundo Mena               |
| 11   | Pol Martin Tiffon          |
| 12   | Marek Gengel               |
| 13   | Alexander Lazarov          |
| 14   | Lukáš Rosol                |
| 15   | Andre Begemann             |
| 16   | Srirambalaji Narayanaswamy |
| 17   | Tom Sickenberger           |
| 18   | Filip Krolo                |

| Pos. | Name                    |
| ---- | ----------------------- |
| 1    | Tomáš Macháč            |
| 2    | Thanasi Kokkinakis      |
| 3    | Stefano Napolitano      |
| 4    | Martin Damm             |
| 5    | Maksymilian Kasnikowski |
| 6    | Mathias Bourgue         |
| 7    | Filip Cristian Jianu    |
| 8    | Andrew Paulson          |
| 9    | Martin Krumich          |
| 10   | Luca Wiedenmann         |
| 11   | Patrik Rikl             |
| 12   | Filip Polášek           |
| 13   | Jan Šátral              |
| 14   | Jakub Filipský          |
| 15   | Christopher Frantzen    |
| 16   | Michael Feucht          |
| 17   | Fabian Penzkofer        |
| 18   | Jakob Ruess             |